# (21573) 1998 RP70
1998 أر بي 70 (ويعرف أيضًا باسم (21573) 1998 أر بي 70 وفق تسمية الكوكب الصغير) (بالإنجليزية: 1998 RP70)‏ هو كويكب ضمن حزام الكويكبات؛ وترتيبه 21573 من حيث الاكتشاف.
اكتُشف هذا الجُرم الفلكي بواسطة بحث لنكولن عن الكويكبات القريبة من الأرض في 14 سبتمبر 1998.

## وصلات خارجية
- (21573) 1998 RP70 في قاعدة بيانات مختبر الدفع النفاث لأجرام النظام الشمسي الصغيرة

- الاكتشاف · مخطط المدار ·  العناصر المدارية · المعلمات المادية

- (21573) 1998 RP70 على موقع ويكي سكاي: DSS2, SDSS, GALEX, IRAS, Hydrogen α, X-Ray, Astrophoto, Sky Map, Articles and images